# Europa Point F.C.
Europa Point F.C. – gibraltarski klub piłkarski założony w 2014 roku. 

## Historia
Chronologia nazw:
- 2014: Europa Point Football Club

Klub piłkarski Europa Point F.C. został założony w Gibraltarze w 2014 roku. W sezonie 2014/15 zespół startował w Gibraltar Division 2. Po zakończeniu sezonu uplasował się na trzecim miejscu. Również zdobył Gibraltar Division 2 Cup. W sezonie 2015/16 zdobył mistrzostwo Division 2 i został promowany do Gibraltar Premier Division. Debiut okazał się nieudanym - ostatnie 10.miejsce ligo spowodowało spadek do drugiej dywizji. W sezonie 2017/18 zajął 4.miejsce w Division 2.

## Stadion
Klub rozgrywa swoje mecze domowe, tak jak inne gibraltarskie drużyny, na Victoria Stadium.